# Jerzy Kozakiewicz (aktor)
Jerzy Kozakiewicz (ur. 10 lutego 1929 w Warszawie, zm. 11 lipca 2006 tamże) – polski aktor teatralny i filmowy.

## Życiorys
W 1953 ukończył szkołę filmową w Łodzi.
W tym roku został zaangażowany przez Kazimierza Dejmka do łódzkiego Teatru Nowego. Na deskach tego teatru zadebiutował w sztuce Emila Zegadłowicza „Domek z kart” w reżyserii Janusza Kłosińskiego.
W Łodzi Kozakiewicz grywał u tak uznanych reżyserów jak Kazimierz Dejmek („Łaźnia” Władimira Majakowskiego, „Noc listopadowa” Stanisława Wyspiańskiego, „Święto Winkelrida” Jerzego Andrzejewskiego i Jerzego Zagórskiego) i Bohdan Korzeniowski („Don Juan” Moliera). W 1958 przeniósł się do Teatru Narodowego w Warszawie, w którym dyrekcję objął Wilam Horzyca. Z tego okresu pochodzą jego role między innymi w Wieczorze Trzech Króli Szekspira, „Widok z mostu” Arthura Millera, „Żywym trupie” Lwa Tołstoja, „Matce Courage i jej dzieciach” Bertolta Brechta. W 1962 przeszedł do warszawskiego Teatru Klasycznego, kierowanego przez Jerzego Kaliszewskiego. W tymże teatrze zagrał między innymi w takich sztukach jak: „Róża” Stefana Żeromskiego czy „Wassie Żeleznowej” Maksyma Gorkiego. W latach 1972–1976 grał w Teatrze Rozmaitości („Pruski mur” Witolda Zalewskiego, „Horsztyński” Juliusza Słowackiego, „Sława i śmierć Joachima Murietty” Pabla Nerudy), a od 1976 do 1979 w warszawskim Teatrze Studio.
Poza teatrem miał w swoim dorobku wiele ról filmowych.
Pod koniec życia zajął się kupnem, renowacją i sprzedażą antyków.
Zmarł w Warszawie 11 lipca 2006 i został pochowany na Cmentarzu Prawosławnym na Woli.

## Filmografia
- Alchemik Sendivius (1988) – hipnotyzer Magnus
- Alchemik (1988) – hipnotyzer Magnus
- Zmiennicy (1986) – Garwanko, kierownik produkcji filmu „Spadkobiercy Grunwaldu”
- Najdłuższa wojna nowoczesnej Europy (1981) – komisarz policji (odc. 7)
- Potop (1974) – Krzepisz
- Przygody pana Michała (1969) – sługa Azji
- Podziemny front (1965) – podoficer gestapo (odc. 1)
- Dotknięcie nocy (1961) – fotograf Roman Jacenko
- Krzyżacy (1960) – Cztan z Rogowa, zalotnik Jagienki
- Koniec nocy (1956) – Karol, konkubent Haliny